# 3973 Ogilvie
3973 Ogilvie este un asteroid din centura principală, descoperit pe 30 octombrie 1981 de Laurence Taff.